# Via delle Botteghe Oscure (romanzo)
Il romanzo Via delle Botteghe Oscure (Rue des Boutiques Obscures, 1978) è il sesto romanzo scritto dall'autore francese Patrick Modiano, insignito del Premio Nobel per la letteratura nel 2014.
L'opera (il cui titolo potrebbe richiamare alla memoria la via della celebre sede del PCI dove, tra l'altro, lo stesso autore ha vissuto per un certo periodo), ha ricevuto nel 1978 il Premio Goncourt. 
Quest'opera è intarsiata di un riuscitissimo gioco di ricordi.
Il romanzo di Modiano concerne le vicende vissute da un gruppo di ragazzi durante il periodo dell'Occupazione tedesca di Parigi e della Francia, il tutto a partire dalla ricerca (avvenuta a guerra ormai conclusa) da parte del protagonista, vittima di amnesia, di notizie inerenti al suo passato e alla sua vita in quel periodo di puro terrore.
L'opera si apre in medias res e la vicenda si sviluppa attraverso numerosi flashback, spesso legati a ricordi confusi del protagonista; l'ambiente entro cui si muovono i personaggi è principalmente la Parigi del secondo Novecento, descritta con dovizia di particolari sia per quel che concerne i suoi aspetti quotidiani che in merito alle sue realtà più nascoste ed oscure.
Tra i 47 capitoli di cui il romanzo è composto, se ne inseriscono spesso alcuni di lunghezza ridotta, dedicati interamente a documenti inerenti alla biografia dei personaggi, a numeri di telefono, a indirizzi o, talvolta, anche a brevi soliloqui del protagonista-narratore circa ricordi tanto fugaci quanto nebbiosi.
Come tutti i romanzi di Modiano, Via delle Botteghe Oscure presenta una conclusione sospesa, dovuta al fatto che la riflessione autobiografica su di sé (inseribile all'interno del discorso sull'Io tipico del Novecento) che l'autore attua all'interno delle proprie opere risulta pressoché infinita.
« Gente strana, che al passaggio lascia solo una scia di nebbia che prontamente svanisce. Con Hutte chiacchieravo spesso di questi esseri di cui le orme si perdono. Nascono un bel giorno dal nulla e al nulla ritornano dopo un fugace brillio. Reginette di bellezza, gigolos, farfalle. La maggior parte, anche da vivi, non avevano più consistenza di un vapore destinato a non condensarsi mai. »

## Trama
“Via delle Botteghe Oscure” è il sesto romanzo di Patrick Modiano, Premio Nobel per la letteratura del 2014: si tratta di un vero e proprio romanzo della memoria, da intendersi nel senso autobiografico del termine, dal momento che (come quasi tutte le opere dell'autore) esso travalica la dimensione di impersonalità tipica di questo genere letterario per lasciare spazio a una sorta di rievocazione della vita e del passato dello stesso Modiano (in maniera comunque mai diretta, ma velata dall'alone di mistero che si cela dietro gli pseudonimi dei vari personaggi).
Ambientata nella Parigi del 1965, l'opera si sviluppa mediante numerosi flashback (spesso non annunciati), che trasportano il racconto in una dimensione quasi atemporale, dal momento che in essa riescono a coesistere in maniera asistematica presente e passato. Anche lo spazio tende a variare in maniera inaspettata all'interno del testo, ma sempre con una dinamica più precisa e meno atipica.
Il romanzo racconta le vicende dal punto di vista del protagonista-narratore, chiamato con lo pseudonimo di Guy Roland, un uomo di cui nessuno sa nulla, né lui stesso né tanto meno i lettori, a causa di un'amnesia che lo ha colpito all'incirca 10-15 anni prima del 1965: questi lavora da circa 10 anni presso l'agenzia investigativa di Costantino Von Hutte, colui che tempo prima gli aveva fornito la nuova identità temporanea e che ora, essendo in procinto di andare in pensione, ha deciso di lasciargli il suo ufficio come base d'appoggio per le ricerche in merito al suo passato.
Fin dal secondo capitolo, Modiano è riuscito a rendere partecipi i lettori all'interno del suo romanzo, attraverso una serie di espedienti che possono essere definiti come la sua firma stilistica: egli, infatti, ha creato un'opera che in pochissime pagine (201) contiene un vero e proprio labirinto di informazioni, di storie, di vite intrecciatesi tra loro al punto da non poter essere più scisse. La struttura labirintica dell'opera è infatti il marchio di fabbrica di “Via delle Botteghe Oscure”.
Durante la ricerca del proprio passato, Guy ritrova (a volte anche grazie a personaggi marginali) particolari tanto utili quanto all'apparenza insignificanti: spesso, infatti, le vere e proprie svolte del suo investigare partono dalle fotografie, alcune delle quali non ritraggono neppure lui.
Nel corso del racconto, Guy scopre di essere stato a lungo legato con Freddie Howard de Luz, e il tutto avviene grazie al ritrovamento (in mezzo ad alcune fotografie) di un'immagine che sembrava ritrarre proprio il protagonista accanto a Gay Orlow, anch'ella sua grande amica e moglie di Freddie. Il vero fulcro della sua ricerca e del suo stesso passato, però, ha inizio nel momento il cui Guy viene a conoscenza di essere stato a lungo legato a una donna: Denise Coudreuse. Ritrovando lei (seppur mai di persona), il protagonista riesce anche a conoscere il suo vero nome, o meglio a trovare due sue possibili identità: Pedro McEvoy o Jimmy Pedro Stern. Ma lui quale dei due è di preciso? Non si scoprirà neppure alla fine del romanzo.
In quest'atmosfera di dubbio, ansia e continua ricerca, il protagonista riesce pian piano a ricordare ogni cosa, a far tornare alla memoria anche i più piccoli particolari in merito a ciò che lui stesso era stato in quel passato che gli era fino ad allora sembrato così distante: infatti, grazie ad un nuovo incontro casuale con un personaggio, il fantino André Wildmer (suo amico di vecchia data e ex dipendente del nonno di Freddie), verso la fine dell'opera il narratore viene informato di una parte di ciò che gli era successo una decina di anni prima, e andando a scavare nella memoria tutto gli si fa chiaro. Intorno al 1940, lui, Denise e i loro amici (Freddie, Gay e André) erano partiti da Parigi e avevano raggiunto Megève con dei falsi passaporti domenicani per sfuggire all'Occupazione tedesca della Francia e, dopo un periodo di stallo nella cittadina dell'Alta Savoia, lui e Denise erano stati convinti da Oleg de Wréde e Bob Besson a passare illegalmente il confine con la Svizzera (dietro un lauto pagamento): quello, però, sarebbe stata l'inizio della fine, oltre che la causa dell'amnesia del protagonista. Una volta giunti abbastanza lontani sia da Megéve che dal confine con la Svizzera, infatti, i due malfattori si erano fatti pagare e poi avevano fatto in modo di dividere i due amanti, per poi abbandonarli in due luoghi diversi: da quel momento in avanti il protagonista e Denise non si sarebbero mai più rivisti.
Alla fine del romanzo, Modiano fa un altro salto temporale e spaziale: troviamo, infatti, il protagonista a Padipi (vicino a Bora Bora, in Polinesia), sulle tracce di Freddie che ha, ormai, cambiato nome. Non trovandolo dove aveva sperato ma sicuro che l'amico sia ancora vivo, il narratore prende una decisione: andrà a Roma, in Via delle Botteghe Oscure 2, dove il presunto sé stesso Pedro McEvoy avrebbe vissuto per alcuni anni, nel tentativo di rimettere a posto gli ultimi tasselli del puzzle che era diventata la sua vita.
Il romanzo si conclude così, con un “finale senza finale”, con un pensiero scaturito nel protagonista al ricordo di una delle prime fotografie di Gay Orlow che aveva ritrovato all'inizio del suo percorso attraverso la memoria: in quell'immagine Gay era bambina, piangeva, e allora il nostro Pedro McEvoy Stern inizia a pensare che “le nostre vite non sono forse così rapide a dissolversi nella sera come quel dispiacere infantile?”.
Quasi nessuno dei romanzi di Modiano ha un vero e proprio finale, dal momento che lo stesso autore cerca costantemente di attuare all'interno delle sue opere una vera e propria indagine introspettiva e psicologica della propria persona che, in quanto tale, non potrà mai avere fine.

## Personaggi
- Guy Roland - Pedro McEvoy - Jimmy Pedro Stern

Protagonista e voce narrante del romanzo, è un personaggio fortemente autobiografico, che riflette pienamente la personalità di Modiano.
Vittima di amnesia, da anni non ha più la percezione del proprio passato e, per questo motivo, si ritrova a fare i conti con una vita che non è la sua; allo stesso tempo, egli è alla continua ricerca di quello che dovrebbe essere in realtà il filo conduttore di tutta la sua esistenza.
Attuando una profonda ricerca all'interno del passato e della memoria (espediente tipico dei romanzi di Modiano), il protagonista compie un viaggio attraverso Parigi, la Francia, l'Italia e addirittura la Polinesia, nel presente e nel passato, arrivando a concludere che l'indagine all'interno del ricordo e, soprattutto, all'interno di sé stesso non potrà mai avere fine.
Dopo varie vicissitudini, dopo aver scoperto l'esistenza di persone (citate nel romanzo ma mai comparse effettivamente nel presente del narratore) con cui la sua vita si è intrecciata e grazie a cui è andata avanti, cerca di ricordare davvero tutto ciò che in quel passato ha vissuto, di rivivere nella propria memoria i momenti e le persone che hanno reso tale la sua vita.
L'investigatore privato Costantino Von Hutte, saputa la sua storia, ne è rimasto talmente affascinato da procurargli un lavoro presso la sua agenzia ed anche una nuova identità: Guy Roland. Nel corso della vicenda, però, lui scopre che la sua persona potrebbe essere associata a altri due nomi, ma ancora non sa dire quale sia quello vero e quale, invece, sia uno pseudonimo: lui è Pedro McEvoy o Jimmy Pedro Stern? Il romanzo termina senza che i lettori possano saperlo.
Così come per l'autore, anche la vita del protagonista rimane profondamente segnata dalla presenza di una figura femminile: è Denise Coudreuse, che si scopre essere la sua compagna e colei con cui avrebbe dovuto cambiare la propria vita, fuggendo in Svizzera durante l'Occupazione nazista in Francia: in realtà, di lei si perdono ben presto le tracce, tanto che la sua scomparsa ed il finale sospeso dell'opera tendono a provocare lo stesso senso di smarrimento nei lettori.
- Costantino Von Hutte

Grande amico e collega e Guy/Pedro, è una figura che compare saltuariamente all'interno dell'opera, ma i cui interventi rimangono comunque decisivi per lo sviluppo della stessa.
Rimasto affascinato dalla storia del protagonista, si propone di dargli un nuovo lavoro presso la sua agenzia investigativa e gli procura anche la nuova identità di Guy Roland. Una volta andato in pensione e trasferitosi a Nizza, poi, aiuta sempre e comunque l'amico nella sua ricerca attraverso la memoria, procurandogli i documenti che gli servono, intercedendo con personalità che gli possono effettivamente essere utili (come Jean-Pierre Bernardy) e lasciandogli addirittura a disposizione i locali della sua agenzia.
Nonostante la lontananza, lui e il protagonista continueranno sempre a tenersi in contatto, tanto che quest'ultimo aggiornerà sempre Hutte di tutti gli sviluppi della sua indagine.
- Paul Sonachitzè e Jean Heurteur

Sono due vecchi barman che il protagonista contatta nella speranza di poter essere riconosciuto. Con sua grande sorpresa, i due (benché non sappiano precisamente dirgli chi lui sia) riescono ad associarlo alla figura di Stioppa de Djagorew, che il protagonista si precipita a cercare.
- Stioppa de Djagorew

Indicato al protagonista dai due barman Paul Sonachitzè e Jean Heurteur, è la prima persona che da indizi concreti al protagonista in merito al suo passato: egli, infatti, dopo aver parlato a lungo con il narratore, gli mostra una serie di fotografie, ed egli riesce a riconoscersi in una di esse. Vedendolo particolarmente coinvolto, poi, Stioppa decide di regalargli tutta la scatola dove teneva tali fotografie, augurandogli di poter trovare ciò che cerca.
Gay Orlow – Mara Orlow-Yalta.
Si tratta della ragazza ritratta nelle foto di Stioppa che hanno colpito il protagonista: lei e un anziano signore (che poi si scoprirà essere suo nonno Giorgiadzè) sono stati fotografati insieme a Guy/Pedro qualche anno prima, ed è proprio da questa foto che la sua ricerca ha inizio.
Ben presto, Guy/Pedro scoprirà che Gay era una ragazza russa emigrata in America, luogo dove aveva conosciuto e spostato l'amico di vecchia data del protagonista, Freddie Howard de Luz: con loro Guy/Pedro aveva vissuto tutta la vita, fino al momento in cui (ritiratisi tutti insieme a Megève per sfuggire all'Occupazione nazista) avevano dovuto separarsi e le sue tracce, così come la sua memoria, erano andate perdute.
- Waldo Blunt

Primo marito di Gay Orlow (che l'aveva sposata in America solamente perché lei ottenesse la cittadinanza), indirizza Guy/Pedro sulle tracce della ragazza, raccontandogli di come lei in seguito al loro divorzio si fosse risposata con un tale Howard de Luz (confidente di John Gilbert).
- Robert Brun

Custode della villa degli Howard de Luz (ormai sotto sequestro per i debiti contratti dal nonno di Freddie), delucida Guy/Pedro in merito alla vita di Freddie, di cui si sono ormai perdute le tracce. Grazie a lui, il protagonista riesce a scoprire che il ragazzo stava sempre con altri quattro amici: Gay, una coppia di fidanzati (che poi si scopriranno essere lo stesso narratore e Denise Coudreuse) ed il fantino della tenuta (André Wildmer). Prima di congedarsi, anche lui (come Stioppa de Djagorew) lascia in regalo a Guy/Pedro una scatola, all'interno della quale (tra le varie cianfrusaglie) trova un passaporto in bianco della Repubblica Dominicana e alcune foto in cui riconosce distintamente sé stesso ritratto insieme a Freddie, a Gay ed alla ragazza che poi scoprirà essere Denise.
- Freddie Howard de Luz - Alfred Jean Howard de Luz

Amico di vecchia data di Guy/Pedro (conosciuto nel Collegio di Louiza e d'Albany), ha vissuto con lui numerosissime vicissitudini, che li hanno addirittura portati alla fuga verso Megève insieme alle loro donne, Gay e Denise, e con l'amico fantino André.
Trasferitosi in Polinesia nel 1950, ha fatto perdere a tal punto le sue tracce che Guy/Pedro, andatolo a cercare sull'isoletta di Padipi (vicino Bora Bora), non trova altro che la sua imbarcazione devastata e non può che pensare che sia fuggito ancora.
- Hélène Pilgram

Amica di Denise, aveva affittato a lei e a Guy/Pedro il suo appartamento di Rue Cambaxéreès, dove i due avevano vissuto almeno fino alla fuga per Megève. Si tratta della prima persona che riconosce davvero il protagonista e lo chiama per nome: Pedro McEvoy. Prima di lasciarlo andare, inoltre, la donna gli lascia due libri ed una vecchia agenda che erano appartenuti a Denise: all'interno di quest'ultima, egli trova un certificato di matrimonio che attesta che la giovane fosse sposata con un certo Jimmy Pedro Stern; il narratore, dunque, comincia a essere nuovamente assalito dal dubbio di poter essere lui ma con un altro nome.
- Denise Yvette Coudreuse

Conosciuta qualche anno prima nella hall di un albergo grazie all'intercessione di Gay e Freddie, Denise rappresenta la figura femminile per eccellenza all'interno del romanzo, la donna amata da Guy/Pedro, con cui egli aveva cercato invano di oltrepassare il confine con la Svizzera: dopo quell'episodio, però, le sue tracce erano completamente andate perdute, insieme alla memoria del protagonista.
Si tratta di una giovane ragazza con natali francesi: capelli chiari, occhi chiari, aveva per un certo periodo lavorato come modella per il fotografo Jean-Michel Mansoure ed era un'appassionata di romanzi gialli e polizieschi. Dopo il suo lavoro come modella, aveva iniziato a fare la sarta presso la bottega di Léon Van Allen, salvo poi trasferirsi con Guy/Pedro, Freddie, Gay e Wildmer a Megère per sfuggire all'Occupazione nazista.
Dopo che lei e il protagonista avevano deciso di farsi aiutare da Bob Besson e Oleg de Wréde per oltrepassare il confine con la Svizzera e (forse troppo fiduciosi) erano stati truffati da questi ultimi, le sue tracce si erano perse per sempre.
- André Wildmer

Assunto come fantino dal nonno di Freddie presso la tenuta Howard de Luz, aveva dovuto interrompere l'attività sportiva a causa di un brutto incidente. Divenuto molto amico di Freddie, Gay, Denise e Guy/Pedro, era partito con loro alla volta di Megève ed aveva successivamente perso qualunque traccia del protagonista e di Denise dopo la loro partenza.
Profondamente timoroso di indole, rimane spiazzato nel vedere il protagonista ancora vivo in un bar della Avenue Niel e ben presto inizia a fargli domande a cui, però, lui non sa rispondere a causa della sua amnesia: sarà lui a fornirgli gli ultimi indizi sul suo passato durante quella chiacchierata.
- Porfirio Rubirosa
- Personaggio reale che ha incarnato fra gli anni Cinquanta e Sessanta la figura del play boy.

Amico di Guy/Pedro ai tempi del suo lavoro presso la legazione della Repubblica Dominicana, è colui che ha procurato i falsi passaporti da diplomatici dominicani a lui, Freddie e Wildmer.
- Oleg de Wréde e Bob Besson

Il primo truffatore di professione, il secondo insegnante di sci che qualche anno dopo le vicende morirà saltando da un trampolino: sono entrambi personaggi profondamente viscidi e subdoli, sempre pronti a lucrare sulle disgrazie altrui.
Approfittando della conoscenza fatta alla stazione di Sallanches con Gay Orlow, de Wrédé si reca con Besson ad un ritrovo serale presso lo chalet dei cinque amici a Megève, dove i due truffatori propongono a Guy/Pedro e Denise di aiutarli a oltrepassare il confine con la Svizzera. Il protagonista e la sua compagna pagheranno a caro prezzo l'eccessiva fiducia riposta in tali individui, dal momento che (appena presi i soldi), Besson e de Wrédé fanno sì che Denise e Guy/Pedro si separino e, poi, fanno in modo di abbandonarli in mezzo alle montagne innevate. Dopo questo episodio, il protagonista perderà la memoria e di Denise non si troverà più alcuna traccia.

## Costanti narrative
- La figura della donna

Un tema fondamentale all'interno della produzione di Modiano concerne la figure femminili dei suoi romanzi: complice il pessimo rapporto con la madre attrice (che, una volta che il padre li ha abbandonati, ha preferito andare in tour a far carriera anziché badare al figlioletto) e, al contempo, anche il punto di riferimento rappresentato dalla moglie (la cui presenza ha cambiato radicalmente l'esistenza dell'autore, facendo sì che mettesse la testa a posto e abbandonasse tutte le scorribande cui era abituato fin dalla più tenera età), le figure femminili rappresentano un cardine del pensiero di Modiano.
Nel caso specifico di “Via delle Botteghe Oscure”, si alternano numerose figure di donne, ma la più importante rimane una: Denise Yvette Coudreuse, amante del protagonista e presenza quasi “velata” all'interno del racconto. Fino a un certo momento, il narratore non ricorda nulla di lei, neppure osservando le fotografie che li ritraggono insieme o in cui si trova lei sola: solo nel momento in cui la nebbia dei suoi ricordi inizia a dipanarsi lui riesce a visualizzare lei, la loro vita insieme, il suo sorriso, i suoi occhi chiari in cui si è perso già al loro primo incontro.
In lei si riversano componenti autobiografiche provenienti sia dalla madre che dalla moglie di Modiano: infatti, come per la madre nella vita dell'autore, il protagonista riesce a tastare concretamente l'assenza di questa donna nella sua vita, la sua lontananza nel tempo e nello spazio, la facilità con cui il suo ricordo si sbiadisce all'interno della memoria.
Al contempo, però, Denise rappresenta anche l'amore incondizionato, la spensieratezza, la gioia che persiste anche all'interno delle disavventure e dei dispiaceri: come la moglie di Modiano è stata per lui un faro il mezzo alla tempesta emotiva che aveva condizionato la sua vita prima di incontrarla, così Denise è la luce in fondo al tunnel che il protagonista sta vivendo a causa dell'Occupazione nazista, della guerra e del periodo di terrore che essa ha rappresentato in Francia e in tutta Europa.
- La figura della madre

All'interno di questo romanzo, la figura della madre di Modiano risulta presente in maniera quasi impercettibile, dal momento che (all'infuori di alcuni aspetti del personaggio di Denise che ne richiamano il suo lato di donna quasi totalmente assente nella vita del figlio) ella non viene veramente citata all'interno dell'opera, bensì richiamata dall'autore mediante un particolare che, ad una prima lettura, potrebbe sembrare insignificante. La donna, infatti, tra le varie relazioni di cui si ha memoria, ne avrebbe anche intrapresa una con il gangster Lucky Luciano, che nel romanzo viene citato come partner temporaneo della giovane Gay Orlow.
Traendo le dovute conclusioni, dunque, si può ipotizzare che una parte della figura della madre di Modiano riviva all'interno del romanzo nella Gay Orlow del periodo americano. Quest'ultima infatti, ballerina di professione, quando si trovava in America ebbe, nel giro di pochi anni, tre vere e proprie relazioni: anzitutto quella con il primo marito, Waldo Blunt, priva di alcun sentimento e puramente di convenienza, la seconda con il suddetto Lucky Luciano e poi quella con Freddie Howard de Luz, compagno di vita del protagonista che sarebbe poi diventato il suo vero amore. Allo stesso modo, anche la madre di Modiano, soprattutto grazie alla sua vita da attrice ed ai conseguenti viaggi in giro per il mondo, ebbe modo di intraprendere varie relazioni con altrettanti uomini, spesso molto diversi gli uni dagli altri: in questo modo, però, la donna si perse buona parte della vita del figlio, che probabilmente non gli ha mai perdonato tale assenza.
- La figura del padre

Tenendo conto di come Modiano abbia sempre avuto un rapporto fortemente problematico con la figura del padre (un ebreo antiquario di Salonicco che aveva abbandonato lui e sua madre per un'altra donna) e di come tale conflittualità sia sempre emersa all'interno della sua produzione letteraria, possiamo notare come in questo romanzo un corrispettivo letterario della figura paterna di Modiano compaia in un unico episodio e solamente come accenno: egli, infatti, cita il padre del protagonista (anch'egli nativo di Salonicco, a indicare l'autobiograficità di questo personaggio in particolare) solamente nel momento in cui parla del Collegio di Louiza e d'Albany, dove questo si recava nei loro giorni di libertà a prendere Guy/Pedro e Freddie con la sua automobile.
Questa scarsa attenzione riservata a una figura così importante sia per la vita che per la produzione di Modiano può solamente stare a indicare il momento dell'abbandono della figura paterna e le sue conseguenze sulla vita dell'autore: come per Guy/Pedro, per Modiano del padre non rimane che un alone velato tra i ricordi della sua infanzia, e probabilmente il dolore conseguente al suo abbandono e l'odio che lui stesso prova nei confronti di questo padre assente e senza cuore si sono riversati qui nella figura del padre del protagonista, cancellato nella memoria di quest'ultimo da un'amnesia devastante.
- La dimensione del tempo e dello spazio

All'interno del romanzo “Via delle Botteghe Oscure”, Patrick Modiano è riuscito a far coesistere presente e passato, attraverso procedimenti narrativi peculiari ed alquanto significativi.
Tipico di tutta la sua produzione letteraria, il recupero del passato e della dimensione del ricordo risulta essere una delle costanti narrative che più caratterizzano la personalità artistica dell'autore: egli, infatti, rivivendo in chiave autobiografica le proprie opere, pare aver sempre teso a riproporre il problema (fondamentale per la sua vita) della ricerca di una continuità tra presente e passato, della riscoperta e di una sorta di riflessione su sé stessi attraverso quello che si è stati in un tempo ormai lontano nella memoria.
All'interno dell'opera i passaggi temporali dal presente al passato o dal passato al presente non sono mai preannunciati: passando da un capitolo all'altro, il protagonista-narratore non si preoccupa di avvisare il lettore che il tempo del racconto è variato, bensì passa con estrema naturalezza dalla ricerca presente di fonti sul passato al passato stesso, attraverso flashback tanto suggestivi quanto misteriosi, fonti spesso più di dubbi che di certezze.
Al contempo, anche i luoghi variano senza un effettivo filo conduttore, in quanto strettamente legati al tempo ed ai suoi mutamenti repentini: è possibile, quindi, trovarsi in un capitolo all'interno del quale il protagonista si trova in un quartiere parigino del 1965 per poi passare al successivo in cui lo stesso narratore sta ricordando una parte del viaggio a Megève avvenuta una decina di anni prima.
Questa suggestiva e del tutto peculiare dimensione spazio-tempo tipica dei romanzi di Modiano non è altro che la firma dell'autore, il quale riesce brillantemente in ogni sua opera a spostarsi da un luogo ad un altro, a passare da un determinato periodo ad un altro con una maestria tale che non gli si sarebbe potuto negare il Premio Nobel per la letteratura, di cui è stato insignito nel 2014.

## Edizioni
- Patrick Modiano, “Rue des Boutiques Obscures”, Paris, Gallimard, 1978.
- Patrick Modiano, “Via delle Botteghe Oscure”. Milano, Rusconi, 1979.
- Patrick Modiano, “Rue des Boutiques Obscures”, Paris, Gallimard, 1982.
- Patrick Modiano, “Rue des Boutiques Obscures”, Paris, Gallimard, 2013.
- Patrick Modiano, “Via delle Botteghe Oscure”, Milano, Bompiani, 2014 (Postfazione di Giorgio Montefoschi e traduzione di Giancarlo Buzzi). ISBN 978-88-452-7893-8